# 我要的不多
《我要的不多》是臺灣創作歌手馬兆駿的首張錄音室專輯，1987年由滾石唱片發行。此專輯主打歌為第一首頑皮的遊戲(與其長兄馬兆驊演唱)和第六首我要的不多。